# 菊池時隆
菊池時隆（1287年—1304年），鐮倉時代中期的武將，肥後菊池氏第11代家督。第10代家督菊池武房的孫子，菊池隆盛長子，第12代家督菊池武時長兄。

## 生平
弘安8年（1285年），祖父菊池武房逝世，菊池時隆繼任家督。
嘉元2年（1304年），菊池時隆與叔父菊池武本爭奪土地，投訴上至鎌倉幕府。北條氏判地歸於時隆。武本憤怒下遂與時隆亙相剌死對方。時隆當時17歲。由其弟菊池武時繼位為第12代家督。